# Schisandra sphenanthera
Schisandra sphenanthera är en tvåhjärtbladig växtart som beskrevs av Alfred Rehder och E.H. Wilson. Schisandra sphenanthera ingår i släktet Schisandra och familjen Schisandraceae. Inga underarter finns listade.